# Liste des personnages de la Saga Vorkosigan

La liste des personnages de la Saga Vorkosigan présente les personnages importants de l'ensemble des œuvres de fiction liées à ce cycle créé par Lois McMaster Bujold.

## Barrayar

### Piotr Vorkosigan
Héros de la résistance contre Cetaganda, le Général-Comte Piotr Pierre Vorkosigan est le père d'Aral Vorkosigan, et par conséquent le grand-père de Miles. D'abord réticent à l'idée de voir un jour son petit-fils déformé lui succéder, Piotr finit par reconnaître les efforts déployé par ce dernier afin de se conformer à l'idéal Vor. Rude et cassant à bien des égards, Piotr constitue pour Miles une sorte de juge et de témoin. Une relation tout en ambigüité qui amène Miles à le considérer tout à la fois comme un modèle, un confident d'outre-tombe et un obstacle.
Sur le plan public, le général-comte Piotr Pierre Vorkosigan est un acteur majeur de l'histoire de l'empire barrayaran. À la suite de ses combats contre l'envahisseur cétagandan, il a joué les faiseurs d'empereur en destituant Yuri le fou et installant Ezar Vorbarra sur le trône. À la mort de ce dernier, il aidera son fils Aral, devenu régent, à sauver le jeune Gregor Vorbarra des mains de l'usurpateur.
Le vieux général meurt de vieillesse au début de L'Apprentissage du guerrier. En raison de ses actions passées, ses funérailles seront nationales. Il est enterré à Vorkosigan Surleau aux côtés de sa femme, la Princesse-Comtesse Olivia Vorbarra.

### Aral Vorkosigan
Aral est le comte Vorkosigan, fils du comte Piotr Vorkosigan, époux de Cordélia Naismith Vorkosigan et père de Miles et Mark Vorkosigan. Par sa mère, la princesse-comtesse Olivia Vorbarra, il est apparenté à la famille impériale et est en tête de liste des héritiers aux trône. Un premier mariage désastreux, contracté jeune, lui laisse de profonde marques.
Devenu amiral, il commande la conquête de Komarr où le massacre des conseillers du sénat, en dépit de ses ordres, par un officier politique lui vaut le surnom de Boucher de Komarr. Il rencontre Cordélia sur la planète Sergyar, nouvellement découverte et qu'ils explorent ensemble. À la suite de l'échec de l'invasion barrayarane sur Escobar, il dirige la retraite et se voit nommé régent du jeune empereur de 4 ans, Gregor. Sa régence est marquée par la poursuite de l'impulsion moderniste initiée, entre autres, par son père. À la majorité de Gregor, Il devient son premier ministre et le reste pendant plusieurs années, avant de démissionner à la suite d'une attaque cardiaque. Gregor le nomme alors Vice-Roi de Sergyar.

### Cordélia Naismith Vorkosigan
Pour le roman, voir Cordelia Vorkosigan (roman).
Cordélia Naismith Vorkosigan est l'épouse d'Aral et la mère de Miles et Mark. Capitaine dans l'Exploration Astronomique Betane, elle explore Sergyar quand elle est capturée par Aral Vorkosigan qui fait face à une mutinerie. Séduite, elle l'aide à reprendre le contrôle de son vaisseau avant de s'échapper. Sur Beta et Escobar, elle est publiquement acclamée comme une héroïne pour avoir réussi à livrer de nouvelles armes à l'allié Escobaran et entrainé l'échec de l'invasion Barrayarane. Elle est aussi créditée de la mort de l'amiral Vorrutyer, tué par le sergent Bothari. Soupçonnée d'être un agent double en raison de son amour naissant pour Aral Vorkosigan, elle fuit Beta pour Barrayar où elle épouse Aral. Lors de la guerre civile de l'Usurpateur Vordarian, elle parvient à ramener son fils, l'empereur et la tête de l'usurpateur à son époux. Ses exploits militaires lui ont valu d'être acceptée par la société misogyne barrayarane.
Son origine bétane et son influence sur le régent Aral et l'Empereur Gregor, favorisent la modernisation de Barrayar. Ses capacités d'analyse et son esprit rationnel en font une interlocutrice redoutée.

### Miles Vorkosigan
Miles Vorkosigan, alias amiral Miles Naismith, est le fils du comte amiral barrayaran Aral Vorkosigan et de la betane Cordélia Naismith Vorkosigan. À la suite d'un attentat contre ses parents, son fœtus subit des dommages importants. Il nait petit et avec des os fragiles. Doté d'une vive intelligence, il souffre aussi de graves troubles psychologiques : il est hyper-actif, maniaco-dépressif, et subit des cauchemars violents. Descendant de la lignée Vorkosigan, il est écrasé par les personnalités exceptionnelles de son père, son grand-père et de sa mère, et sa proximité familiale avec l'Empereur l'effraye. Il se révèle incapable de se couler dans le rôle d'un officier subalterne, trop restreint pour lui. En incarnant le personnage semi-fictif de l'amiral Naismith, libéré des contraintes de la société barrayarane, il se réalise et exploite son plein potentiel jusqu'à l'extrême et sa mort momentanée. Contraint d'abandonner cette facette de sa personnalité pour raison médicale, il se recentre sur son rôle de lord Vorkosigan, héritier d'un comté et enquêteur spécial de l'empereur en tant qu'Auditeur Impérial.
À l'âge de 17 ans, il prend le contrôle de l'ensemble des forces mercenaires du système de Tau Verde et met fin à la guerre. Il intègre ensuite l'Académie Impériale, mais sa carrière militaire est brève et se révèle un échec. Affecté à la Sécurité Impériale à l'âge de 20 ans, il reprend le contrôle de son armée mercenaire Dendarii et fait échouer une invasion militaire Cetagandane sur le Moyeu de Hegen. À 22 ans, il empêche l'éclatement de l'Empire Cetagandan en plusieurs entités agressives en déjouant un complot. Il parvient ensuite à faire évader un brillant généticien de l'Ensemble de Jackson et ruine quasiment la maison du Baron Ryoval en détruisant sa banque de gènes. Il fait évader plus de dix mille Marilacans d'un camp de prisonniers, conduisant plus tard à l'échec de l'invasion Cetagandane sur Marilac. Sur Terre, il se découvre un clone, son frère Mark, créé par des rebelles Komarrans. Deux ans plus tard, son clone tente de libérer d'autres clones sur l'Ensemble de Jackson, et Miles est tué durant l'opération. Ressuscité, il souffre d'une brève amnésie, et des séquelles conduisent à le réformer et à abandonner son personnage d'amiral mercenaire. Déjouant une attaque contre le chef de la Sécurité Impériale, Simon Illyan, il est nommé Auditeur Impérial par l'Empereur Gregor. Dans ce rôle, il déjoue un complot komarran visant à détruire le point de saut menant à Barrayar. Il y fait aussi la rencontre de la veuve Ekaterin Vorsoisson, qu'il finit par épouser.

### Mark Vorkosigan
Mark Pierre Vorkosigan, le frère cadet de Miles, n'est pas le fils biologique d'Aral et de Cordélia. Mark est un clone de Miles, conçu par un terroriste komarran et entraîné pour tuer Aral Vorkosigan. Le complot est déjoué, découvert fortuitement par Miles Vorkosigan, sous son identité d'amiral Miles Naismith, et Mark, considéré par son progéniteur comme une victime collatérale, est laissé libre.
Il finit par réapparaître et s'empare alors d'un vaisseau de la flotte de l'Amiral Naismith afin de mener un raid sur les laboratoire jacksonien dont il est issu. Ce raid se déroule mal, Miles Vorkosigan, lancé à sa poursuite, est gravement blessé et, dans le feu de l'action, son corps cryogénisé est égaré. Mark est alors ramené de force à Barrayar.
Il n'est cependant pas emprisonné, mais remis aux Vorkosigan qui parviendront à l'intégrer au sein de leur famille. C'est à cette période qu'il rencontre Kareen Koudelka. Il repart néanmoins à la recherche de Miles et réussit à le ramener. Par la même occasion, il exfiltre de l'ensemble de Jackson tout un groupe médical et aide à les installer sur Escobar, jetant ainsi les bases de sa futur carrière d'investisseur.
De retour sur Barrayar, il lance plusieurs entreprises et s'affirme comme un homme d'affaires redoutable. Sur le plan privé sa relation avec son frère progéniteur s'apaise, et sa relation avec Kareen évolue en une forme déroutante de concubinage.

### Ivan Vorpatril
Ivan Vorpatril est le fils de Lady et Lord Vorpatril, et c'est le cousin de Miles Vorkosigan et son héritier jusqu'à la découverte du clone Mark. Grand et musclé, il est depuis son enfance manipulé par Miles. Mais leur affection est réelle, et il aide souvent Miles dans ses aventures. Surnommé « ce crétin d'Ivan », il n'est pas dépourvu d'intelligence, mais joue souvent à paraître stupide par fainéantise pour éviter qu'on lui confie des tâches, et pour ne pas se faire remarquer. Célibataire endurci, il multiplie les conquêtes sans se marier, ce qui est source de conflits continuels avec sa mère.
Diplômé de l'Académie Impériale, il est affecté aux Opérations au Q.G. Impérial à Vorbarr Sultana. Il intervient de façon récurrente dans les romans de la saga Vorkosigan, en particulier dans Cetaganda. Il est par ailleurs le héros du roman L'Alliance.

### Constantine Bothari
Le sergent Bothari est le père d'Elena Bothari-Jesek. C'est un militaire Barrayaran, puis un homme d'arme du comte Piotr Vorkosigan, et le garde du corps de Miles Vorkosigan enfant. Instable psychologiquement, il porte en lui les stigmates d'une enfance difficile passée dans les mauvais quartiers de la capitale barrayarane, Vorbarr Sultana. Dans l'armée, il devient l'une des victimes du sadique amiral Vorrutyer qui le drogue, le torture et l'utilise pour violer des prisonnières. Dans sa folie, Bothari se crée l'image d'une relation amoureuse avec l'une de ces prisonnières escobarane dont il prend soin. De ces viols naissent plus tard sa fille Elena. Il est parfois affecté dans les troupes d'Aral Vorkosigan qui tente de le stabiliser, avant d'être renvoyé auprès de Vorrutyer qui le détruit à nouveau psychologiquement. Chargé d'assassiner Vorkosigan, il fait le choix de l'abandonner sur Sergyar plutôt que de s'exécuter. Lors de l'invasion d'Escobar, Vorrutyer lui ordonne de violer Cordélia Naismith prisonnière, mais malgré les drogues, il en est incapable et tue Vorrutyer.
Démobilisé de l'armée pour raison médicale, il entre comme homme d'arme du comte Piotr Vorkosigan, et noue une relation particulière avec Cordélia Vorkosigan puis Miles dont il devient le garde du corps.
Il adopte sa propre fille Elena qui a été renvoyée sur Barrayar dans un réplicateur utérin. Lors du voyage de Miles sur Tau Verde, il retrouve la mère d'Elena qui l'abat pour se venger de celui qu'elle perçoit comme un violeur et bourreau.

### Elena Bothari-Jesek
Elena Bothari est la fille du sergent Constantine Bothari et d'une technicienne escobarane, et l'épouse de Baz Jesek, un technicien ayant déserté l'armée Barrayarane. Elle est issue des relations sexuelles que le sergent Bothari a eu avec une des prisonnières de l'amiral Vorutyer. Subissant tous deux les injections de drogues et les tortures, Bothari se construisit l'image d'un mariage parfait avec elle, prenant soin d'elle après les séances de tortures. Lorsque les médecins escobarans tentèrent de raviver les souvenirs des anciennes prisonnières enfouis par un traitement médical barrayaran, la mère d'Elena rejeta l'enfant du viol, et renvoya sur Barrayar le fœtus d'Elena dans un réplicateur utérin. Bothari adopta l'enfant, et Elena passa son enfance auprès d'une nourrice. Elle rejoignit ensuite son père, homme d'arme de la famille Vorkosigan, et fut une compagnonne d'enfance de Miles, Gregor et Ivan. Elle est le premier amour secret de Miles Vorkosigan, et sa femme-lige.
Son père lui enseigna le métier des armes, mais la société patriarcale de Barrayar bridait ses ambitions. Lors de l'escapade de Miles sur Tau Verde, elle prit à cœur son rôle d'officier mercenaire, qui lui permettait enfin de réaliser son potentiel. Découvrant l'existence de sa mère grâce à Miles, elle la vit abattre son père par vengeance. Elle décida de rester parmi les Mercenaires Dendarii et d'épouser Baz Jesek. Elle profite d'une formation pratique sur le tas, et assume ensuite pleinement ses devoirs de commodore mercenaire.
Elle participe à plusieurs aventures de Miles, étant une des rares Dendarii à connaitre sa véritable identité, et un élément fiable vis-à-vis de Barrayar et de la Sécurité Impériale. Elle devient brièvement la femme d'arme de Mark Vorkosigan lors de son premier retour sur Barrayar pour annoncer la mort de Miles à sa famille.

### Gregor Vorbarra
Gregor Vorbarra, parfois orthographié Grégor, est le fils du prince Serg Vorbarra et de son épouse, la Princesse Kareen Vorbarra. Son père est mort quand il était encore très jeune. À la mort de son grand-père, l'Empereur Ezar, au début de Barrayar, il accède au trône, mais pas au pouvoir : Aral Vorkosigan est alors son régent. Il devient orphelin à l’âge de 5 ans alors que Kareen est tuée lors du Putsch de Vordarian l’Ursupateur. Dans la mesure où le père de Miles Vorkosigan fut également le tuteur de Gregor à partir des 5 ans de celui-ci, Miles et Grégor ont grandi à peu de chose près en frères adoptifs. Ils restent très proches. Aral Vorkosigan reste le régent jusqu'à la majorité de Gregor, au début de L'Apprentissage du guerrier. Gregor devient alors Empereur de Barrayar de plein droit, ayant pouvoir sur les trois planètes que sont Barrayar, Komarr et Sergyar.
Ayant appris quel monstre était son père sur Escobar, il tente de se suicider en sautant d'un balcon, échoue dans sa tentative et fuit la planète. Il est arrêté sur l'ensemble de Jackson pour vagabondage et est rejoint fortuitement par Miles en prison. Ils sont conduits sur une station spatiale en construction, Miles en tant que clandestin et Gregor comme ouvrier. Miles tente de rejoindre la station de Tau Verde afin de remettre Gregor à l'ambassade de Barrayar, mais ils sont capturés par des mercenaires. Gregor se sauvera lui-même lors de son échange mis en place par Miles (Miles Vorkosigan).
Par la suite, Gregor accepte mieux les devoirs et contraintes liées à sa charge, à l'exception notable de la question du mariage et des héritiers, Gregor refusant d'épouser une Vor, craignant de voir la folie consanguine de son père rejaillir chez ses enfants. Ce dilemme se résout lorsqu'il rencontre Laisa Toscane, alors mollement courtisée par Duv Galeni. Au terme d'une cour éclair, les fiançailles et le mariage officiel font de Laisa la nouvelle impératrice de Barrayar.

### Ezar Vorbarra
Ezar Vorbarra est le grand-Père de Gregor Vorbarra. Issu d'une lignée collatérale, il succède à l'empereur Yuri le fou, son beau-père, sur le trône de Barrayar.
Il modernisera son empire et ordonnera la conquête de komarr pour empêcher que se reproduise une situation similaire à l'invasion cétagandanne.
Sur la fin de sa vie, réalisant que son fils et héritier, Serg Vorbarra, est profondément dominé par ses pulsions sadiques et fort peu concerné par les devoirs de la charge d'empereur, Ezar s'arrange pour le faire tuer au combat lors de l'invasion de la planète Escobar. Il organise ensuite la purge de l'appareil politique barrayaran afin de léguer à son petit fils un empire assaini.

### Simon Illyan
Lieutenant au temps du vieil Empereur Ezar, une puce mémorielle lui fut implantée sur l'ordre de l'empereur afin de lui servir d'enregistreur continu vivant, dans le service de la Sécurité Impériale, détaché au ministère de la Politique de Barrayar. Attaché à Aral Vorkosigan en tant que commissaire politique, il l'aida dans des circonstances difficiles, ce qui entraîna un respect indéfectible et mutuel entre eux. À la mort du Capitaine Negri, chef suprême de la Sécurité Impériale lors du Putsch de Vordarian l’Ursupateur dans le tome Barrayar, c'est lui qui prit la tête de cette institution militaire cruciale pour la sûreté de l'Empereur et de l'État. Il y resta pendant de très longues années, supervisant et contrôlant la sécurité de Miles à partir du tome Barrayar et ses actions au sein de la Sécurité Impériale à partir du tome Miles Vorkosigan. Son prestige immense, renforcé par l'aura de peur et d'inconnu qui l'entoure, se maintiendra au-delà de sa "mise à la retraite" forcée dans le tome Memory, où commence d'ailleurs une liaison entre lui et Mme Vorpatril, mère de Ivan Vorpatril. Miles le considère comme son oncle et, avec ses parents, comme un ami, contrairement à tous les autres qui le craignent.

## Dendarii

### Bel Thorne
Bel Thorne est un hermaphrodite de la colonie de Béta travaillant comme mercenaire. Capturé par Miles lors d'un contrôle en raison d'un blocus dans L'Apprentissage du guerrier, il devient très vite lieutenant sous les ordres de Miles Vorkosigan chez les Mercenaires Libres Dendarii. Il abandonne son poste dans La Danse du miroir. Cependant, il réapparait dans Immunité Diplomatique sur la Station Graf, où il faillit mourir après qu'un Cetagandan lui ai injecté un virus, il est finalement sauvé par une Cetagandan bien qu'il restera affaibli.

### Elli Quinn
Le lecteur la rencontre pour la première fois dans L'Apprentissage du guerrier. Lors de la prise de la raffinerie de Tau Verde, elle est défigurée par la décharge d'un arc à plasma. Elle devient une mercenaire Dendarii. Miles l'emmène avec lui sur Beta et paie les frais de reconstruction de son visage. Il décidera de lui faire un visage de rêve ce qui lui posera quelque problème pour tenir le rôle de bras droit (ce qui inclut garde du corps - garde chiourme) de Miles: être discrète et afficher un air menaçant étant devenu plus difficile. Elle est envoyée en mission d'espionnage en solo sur la Station Kline (dont elle est native) dans le tome Ethan d'Athos. Ils n'ont une relation qu'à partir du tome Un clone encombrant, Miles ne voulant pas paraître s'imposer grâce à son grade. Cependant, elle refuse de l'épouser et donc de descendre au sol (étant née et ayant toujours vécu dans l'espace, elle est mal à l'aise lorsqu'elle se trouve sur une planète) et lui refuse de la suivre à la tête des mercenaires Dendarii à la suite de son renvoi de son poste au sein de l'armée dans le tome Memory (ce qui risquerait en outre de lui valoir une mise en accusation pour trahison comme dans L'Apprentissage du guerrier). À la suite du départ définitif de Miles, Elli prend la tête de la flotte et devient l'Amiral Quinn.

### Taura
Le lecteur la rencontre pour la première fois dans Le Labyrinthe. Elle fut créée par la Maison Bharaputra sur l'Ensemble de Jackson dans le but d'en faire un guerrier ultime. Canaba Hugh, son concepteur, l'a dotée d'un physique et d'un métabolisme hors norme : à l'âge de 16 ans, elle mesure 2,50 m, pèse environ 150 kg, et possède des réflexes et des mouvements très rapides ainsi que des griffes et des canines du fait de gènes animaux faisant d'elle une chimère, elle a en outre d'importants besoins énergétiques du fait d'un métabolisme accéléré. Ce métabolisme induit une vie plus courte que celle d'un humain non modifié. Elle est la seule survivante des 10 prototypes créés.
Miles est chargé de la détruire et de prélever un échantillon de tissus. Mais les choses se passent mal. Prisonnier avec elle, ils ont une relation. Ils réussissent à s'enfuir. Elle entre dans la flotte des Dendarii dans Le Labyrinthe. Devenue sergent, elle récupère Miles lorsqu'il est touché mortellement par un missile (grenade à aiguilles) tiré par un Bharaputran dans La Danse du miroir sur l'Ensemble de Jackson.
Elle sauve la vie d'Ekaterin peu avant son mariage avec Miles dans Le Poison du mariage.
Mark, le clone de Miles Vorkosigan, est un peu effrayé quand il s'aperçoit que cette militaire de 2,50 m lui fait des avances sexuelles. Heureusement pour lui, Taura est très discipliné envers son supérieur hiérarchique, et ne se montre pas trop entreprenante.
Miles Vorkosigan et sa femme Ekaterin choisissent comme prénom "Taura" pour l'un de leurs enfants.
Gravement malade, Taura choisit de mourir entouré de ses amis plutôt que d'être mis en état d'hibernation et de perdre tous ses amis.

## Autres

### Canaba Hugh
Canaba Hugh est un biologiste employé par la Maison Bharaputra sur l'Ensemble de Jackson. Prisonnier de son contrat et cherchant à refaire sa vie en dehors de l'Ensemble de Jackson, il contacte Barrayar pour être exfiltré. Miles et les Mercenaires Dendari s'occupent de son évacuation dans Le Labyrinthe, mais il ne veut pas partir sans les échantillons de son travail, qu'il a placé dans une de ses expériences : Taura, dont il demande l'exécution. Arrivé sur Barrayar il bénéficie d'un nouveau visage et d'une nouvelle identité : Dr Vaughn Weddell. Miles fait appel à lui dans Memory pour trouver la cause de la défaillance de la biochip de Simon Illyan et l'aider à démasquer le coupable de l'agression contre le chef de la SecImp. C'est un personnage lâche et imbu de sa propre importance.